# Omloop van het Waasland 1975
 De 11e editie van de Belgische wielerwedstrijd Omloop van het Waasland vond plaats op 10 maart 1975. De start en finish vonden plaats in Kemzeke. De winnaar was Serge Vandaele, gevolgd door Eddy Verstraeten en René Dillen.

## Uitslag
| Omloop van het Waasland 1975 |                  |                            |         |
| Plaats                       | Naam             | Ploeg                      | Tijd    |
| Winnaar                      | Serge Vandaele   | Alsaver-Jeunet-De Gribaldy | 5u15'0" |
| 2                            | Eddy Verstraeten | Maes Pils-Watney           | z.t.    |
| 3                            | René Dillen      | Gitane-Campagnolo          | z.t.    |

1965 · 1966 · 1967 · 1968 · 1969 · 1970 · 1971 · 1972 · 1973 · 1974 · 1975 · 1976 · 1977 · 1978 · 1979 · 1980 · 1981 · 1982 · 1983 · 1984 · 1985 · 1986 · 1987 · 1988 · 1989 · 1990 · 1991 · 1992 · 1993 · 1994 · 1995 · 1996 · 1997 · 1998 · 1999 · 2000 · 2001 · 2002 · 2003 · 2004 · 2005 · 2006 · 2007 · 2008 · 2009 · 2010 · 2011 · 2012 · 2013 · 2014 · 2015 · 2016 · 2017 · 2018 · 2019 · 2020 · 2021 · 2022 · 2023 · 2024